# Ersilia Alexa
Ersilia Calina Alexa (* 26. April 1968 in Timișoara) ist eine rumänische Hochschullehrerin der Chemie und Nahrungsmitteltechnologie an der Landwirtschaftlichen und Veterinärmedizinischen Universität des Banat „König Michael I von Rumänien“ in Timişoara (USAB-TM). Sie ist eine international anerkannte Spezialistin für vegetarische Lebensmitteltechnologie und Lebensmittelüberwachung sowie Prodekanin der Fakultät für Nahrungsmitteltechnologie an der USAB-TM in Timisoara.

## Leben und Wirken
Von 1986 bis 1991 studierte Ersilia Alexa an der  Polytechnischen Universität Timisoara, Fakultät für Chemie in Timisoara, und erlangte das Diplom als Chemieingenieurin. Zwischen 1991 und 1995 arbeitete sie als Chemieingenieurin in der Sanitär- und Veterinärabteilung des Pestizidlabors in Timisoara. Im Jahr 1995 schloss sie ihr Postuniversitätsstudium in gaschromatografischen Methoden am Polytechnischen Institut Bukarest ab.
Ab 1995 war Elisia Alexa als Assistentin an der Universität für Agrarwissenschaften und Veterinärmedizin „König Michael I. von Rumänien“ in Timisoara, Fakultät für Lebensmittelverarbeitungstechnologien, Abteilung für Lebensmittelzusatzstoffe und -extrakte tätig.
1998 erhielt sie die Stelle als Dozentin an der Fakultät für die Disziplinen vegetarische Lebensmitteltechnologie, Mühlen- und Bäckereitechnologie. Von 2004 bis 2009 war sie Assistenzprofessorin an der Banater Universität für Agrarwissenschaften und Veterinärmedizin „König Michael I. von Rumänien“ in Timisoara, Fakultät für Gartenbau, Disziplinen: Schadstoffe in pflanzlichen Produkten, Pflanzenschutzmittel und ihre Remanenz, Ausrüstungen zur Kontrolle von Schadstoffen und Toxikologie.
Im gleichen Zeitraum erhielt sie zwei DAAD-Stipendien, die von der deutschen Regierung finanziert wurden:
- 2004 mit dem Forschungsprojekt: Forschungen zur Qualität von phreatischem Wasser aus dem Westen Rumäniens, entwickelt mit dem Pflanzenschutzinstitut, Stuttgart, Deutschland und
- 2008 das DAAD-Stipendium mit dem Titel Mykotoxine-Bestimmung gemeinsam entwickelt mit dem Landwirtschaftlichen Technologiezentrum Augustenberg in Deutschland.

Seit 2009 ist Ersilia Alexa Professorin an der Universität für Biowissenschaften „König Michael I. von Rumänien“ aus Timisoara, Fakultät für Lebensmitteltechnik, Fachgebiete: Lebensmittel-Pflanzentechnologien, Kontaminanten in pflanzlichen Produkten, neuartige Lebensmittel.
Sie besuchte eine Reihe von Spezialisierungskursen und ist ausgewiesene Spezialistin für Lebensmittelsicherheitsmanagementsysteme, Labormethodenvalidierung und Trainingsprogramme mit Einsätzen in Rumänien, Österreich und Deutschland.
Alexa war bisher an 20 internationalen Forschungsprojekten beteiligt, wovon sie in 11 Projekten die Koordination verantwortete. Neben 19 Büchern hat sie ca. 200 Fachartikel veröffentlicht.

## Hauptforschungsbereiche und Kompetenzen
Lebensmitteltechnologie, Schadstoffe in pflanzlichen Produkten, Pestizide und ihre Remanenz, Funktionelle Produkte pflanzlicher Lebensmittel, Novel Foods, Chromatografische Techniken in der Lebensmittelanalytik und entsprechende Trainingsmethoden.
- Entwicklung von Analysenmethoden zur Lebensmittelüberwachung
- Überwachung von Getreideprodukten auf gesundheitsgefährdende Toxine in der Mühlen- und Backwarenindustrie
- Schadstoffe in Gartenbauprodukten, Entwicklung von Kontrollausrüstung und Untersuchungstechniken
- Entwicklung neuer Naturstoffe zur Bekämpfung von Pflanzenkrankheiten

## Internationale Forschungsprojekte (Auswahl)
- Strategies regarding the valorization of horticultural and agricultural by-products as functional foods in the context of a circular economy (BYPROD), Strategic partnership ERASMUS K2-2020-1-RO01-KA203-080172, 2021–2023
- Cooperation on innovation and exchange of good practice in the hypoglycemia diet for people with diabetes, (HYPOGLYCEDIET), Strategic partnership ERASMUS K2–2019-1-RO01-KA203-063499, 2019–2021
- Produse naturale ecologice cu acțiune antifungică, Project coordinator Bridge Grant, PNCDI III, UEFISCDI, PNIII-P2-2.1.BG-2016-0126, BG-15, Acronim PNA, 2016–2018
- Systems to reduce mycotoxin contamination of cereals and medicinal plants in order to preservation native species and traditional products in Romania-Serbia-Croatia SEE-ERA.NET PLUS, Regional Programme for Cooperation with South East Europe (ReP-SEE), SEE-ERA.NET PLUS, Project reference number: ERA 139/01, 2010–2012
- Implementation of modern technological systems for obtaining dietary flouring foods, MAKIS financed by MADR and World Bank, no.141.529/2008, 2008–2011
- Dynamic of glyphosate and their methabolite AMPA in water, soil, plants and his impact on environment. CNCSIS, program IDEI, PN–CD II 2007–2010 contract nr.213/1.10.2007, cod ID_331, 2007–2009
- The processing of food products – the way for decreasing fungus contamination of cereals products, National Programm CNCSIS nr.33370 / 29.06.2004, 2004–2006

## Publikationen (Auswahl)
- Ersilia Alexa, Isidora Radulov, Georgeta Pop, Renata Sumalan, Monica Negrea et al.: Strategies regarding preventing and reducing the effect of fungal contamination on the cereals quality and food safety. Editura Eurobit, 2019, ISBN 978-973-132-552-1.
- Ersilia Alexa, Isidora Radulov, Georgeta Pop, Renata Sumalan, Monica Negrea et al.: Strategii privind prevenirea si reducerea efectului contaminării fungice asupra calității cerealelor și a siguranței alimentare. Editura Agroprint, 2019, ISBN 978-606-785-118-2.
- Alexa Ersilia, Poiană Mariana-Atena, Șumălan Renata-Maria, Negrea Monica: Capitolul VI: The occurence of fungal and mycotoxins in cereals from west Romania. S. 144–164 şi Alexa Ersilia, Poiană Mariana-Atena, Șumălan Renata-Maria, Negrea Monica, respectiv Capitolul VII: Strategies to reduce fungal and mycotoxins contamination of cereals and medicinal plants, S. 165–185, în Occurence of fungi and mycotoxins in cereals and medicinal plants from Romania-Serbia-Croatia area (publicată în limba engleză), coordonatori Alexa Ersilia, Biljana Avramovic, Jasenka Cosic, Editura Eurobit, Timișoara 2012, ISBN 978-973-620-935-2.
- D. Dumbrava, L. A. Popescu, C. M. Soica, A. Nicolin, I. Cocan, M. Negrea, E. Alexa, D. Obistioiu, I. Radulov, S. Popescu, C. Watz, R. Ghiulai, A. Mioc, C. Szuhanek, C. Sinescu, C. Dehelean: Nutritional, Antioxidant, Antimicrobial, and Toxicological Profile of Two Innovative Types of Vegan, Sugar-Free Chocolate. In: Foods. Band 9, Nr. 12, 2020, S. 1844, (FI-4.092), doi:10.3390/foods9121844, (Q1 -rosu), WOS:000601964300001
- A. Pop, A. Păucean, S. A. Socaci, E. Alexa, S. M. Man, V. Mureșan, M. S. Chis, L. Salanță, I. Popescu, A. Berbecea, S. Muste: Quality Characteristics and Volatile Profile of Macarons Modified with Walnut Oilcake By-Product. In: Molecules. Band 25, Nr. 9, 2020, S. 2214, (FI-3.267), doi:10.3390/molecules25092214 (Q2 -galben), WOS:000535695900210
- Duca Alexandra, Sturza Adrian, Moacă Elena-Alina, Negrea Monica, Lalescu Virgil-Dacian, Diana Lungeanu, Dehelean Cristina-Adriana, Muntean Mirela-Danina, Alexa Ersilia: Identification of Resveratrol as Bioactive Compound of Propolis from Western Romania and Characterization of Phenolic Profile and Antioxidant Activity of Ethanolic Extracts. In: Molecules. Band 24, Nr. 18, 2019, S. 3368, 19 pag (FI=3,060), doi:10.3390/molecules24183368 (Q2 -galben), WOS:000488830500160
- Alexa Ersilia, Sumalan Renata Maria, Danciu Corina, Obistioiu Diana, Negrea Monica, Poiana Mariana-Atena, Rus Cristian, Radulov Isidora, Pop Georgeta, Dehelean Cristina: Synergistic Antifungal, Allelopatic and Anti Proliferative Potential of Salvia officinalis L., and Thymus vulgaris L. Essential Oils. In: Molecules. vol 23, Nr. 1, 2018, S. 185–200 (FI-2.861). doi:10.3390/molecules23010185, (Q2 -galben), WOS:000425082500174